# The Lost Princess (film 1919)
The Lost Princess è un film muto del 1919 diretto da Scott R. Dunlap. Prodotto e distribuito dalla Fox Film Corporation, considerato attualmente un film perduto, aveva come interpreti principali Albert Ray, Elinor Fair, George Hernandez.

## Trama
Samuel Blevins non ama il suo lavoro alla fattoria paterna e, volendo scrivere, segue un corso per corrispondenza. Lasciata la campagna per trasferirsi in città, ha grosse difficoltà nell'inserirsi nell'ambiente giornalistico finché non viene aiutato da Ethel Williams, la responsabile di una rubrica di cuori solitari, che lo aiuta a migliorare il suo stile e lo raccomanda al suo capo. Il caporedattore del Sunday Magazine, innamorato della ragazza, cerca di ostacolare il suo rivale affidandogli il compito di iniziare con un articolo, ma Sam non riesce a farsi venire in testa nessuna idea. Ethel, allora, lo aiuta raccontandogli la storia di Marie, una principessa perduta che, fuggita dalla Burvania, si nasconde adesso negli Stati Uniti. Il pezzo di Sam mette sulle tracce della principessa l'arciduca di Burvania, facendogli scoprire che Marie non è altri che Ethel; convinta a ritornare in patria, la principessa sta però per cadere in una trappola dalla quale viene salvata da Sam. Questi, risvegliatosi dal sogno, è talmente ispirato, che si mette a scrivere con entusiasmo una storia completamente diversa. Il successo del suo articolo gli porta anche la felicità, facendo sì che si dichiari a Edith.

## Produzione
Il film fu prodotto dalla Fox Film Corporation.

## Distribuzione
Il copyright del film, richiesto da William Fox, fu registrato il 5 ottobre 1919 con il numero LP14273.
Distribuito dalla Fox Film Corporation, il film uscì nelle sale statunitensi il 19 ottobre 1919.
Non si conoscono copie ancora esistenti della pellicola che viene considerata presumibilmente perduta.